# 王惟忠 (南宋)
王惟忠（？—1254年），四明（今浙江宁波市）人，南宋名将。曾指挥抗金抗元的几次战役，获得胜利。金庸《神雕侠侣》提及王惟忠。

## 生平
出生于钟离(今安徽凤阳)。宋宁宗嘉定年间，知阆州兼任利州路安抚使。在四川地方官任上，抗击元军，迫使元军撤退出四川地区。
王惟忠后来在阆州失守，被当时的奸臣余晦抓住把柄，被余晦、陈大方、丁大全诬告作“潜通蒙古”。王惟忠于是被削了官职，没收了财产，下大理狱，全家老小被押至临安。1254年农历10月25日，以“顶冒补官，任知阆州判西安抚府日，丧师庇叛、遣援迟缓”的罪名问斩，尸体被“弃市於临安”。

### 记载
宋理宗宝祐二年（1254年），周密《癸辛杂记》中记载：“惟忠为同里余晦所构陷，时余玠已先死，昔人以为余玠所构陷，实误”。说的就是王惟忠被余晦陷害的事。

## 遗迹
凤阳县韭山洞可容数千人，王惟忠曾在此垒石为城，周围四里，其外又作七里大寨，与乡人共同坚守，拥兵九万作抗金基地。现山上留有石鸡亭等遗址。